# Vale de Espinho
Vale de Espinho é uma povoação portuguesa sede da Freguesia de Vale de Espinho do Município do Sabugal, freguesia com 32,15 km² de área e 308 habitantes (censo de 2021), tendo, por isso, uma densidade populacional de 9,6 hab./km².
As freguesias mais próximas são Foios e Quadrazais, a aproximadamente 6 km. Situa-se numa zona de serrania.

## Demografia
A população registada nos censos foi:
| Ano  | 0-14 Anos | 15-24 Anos | 25-64 Anos | > 65 Anos |
| 2001 | 39        | 41         | 185        | 247       |
| 2011 | 18        | 17         | 135        | 223       |
| 2021 | 10        | 18         | 94         | 186       |

## História
Pensa-se que Vale de Espinho foi povoada desde a época castreja. Contudo, a documentação que existe faz-lhe referência apenas depois da fundação da Nacionalidade.
A sua Igreja foi construída entre os séculos XII e XIII. Inicialmente foi dedicada à Virgem e só mais tarde a Santa Maria Madalena, que é hoje a sua Padroeira.
Devido à sua situação geográfica, Vale de Espinho foi por diversas vezes vítima da passagem das tropas em épocas de guerra.

## Património edificado
- Igreja Matriz
- Capela de Santo António
- Chafariz do adro
- Chafariz do largo das Eiras
- Fonte Grande
- Fontes de mergulho
- Cruzeiro

## Gastronomia
A gastronomia local baseia-se sobretudo em: javali, cabrito, enchidos, queijo da região, trutas do Côa, pão-de-ló e bolo de leite. Heráldica de Vale de Espinho.

## Equipamentos
- Jardim de Infância
- Centro Social e Paroquial de S. José – Assistência aos idosos
- Posto médico – no Centro Paroquial
- Parque de Diversão Infantil – o pátio da escola
- Salão de Festas na sede da Junta de Freguesia

## Festas e romarias
- Festa de São João - 23 e 24 de junho
- Festa de Nossa Senhora de Fátima - 13 de maio
- Festa do Emigrante - 15 de agosto

É costume realizar-se uma capeia arraiana em agosto.